# Américo Leal
Américo Lázaro Leal (Sines, 20 de Janeiro de 1922 – Alhos Vedros, 18 de Junho de 2021) foi um político revolucionário comunista e anti-fascista português, Deputado à Assembleia Constituinte da III República Portuguesa e à Assembleia da República pelo Distrito de Setúbal na I Legislatura e na II Legislatura. Militante do Partido Comunista Português.

## Biografia

### Juventude
Filho de operários, fica órfão aos 13 anos de idade. Atribuirá, mais tarde, a sua sobrevivência à solidariedade alheia. Começa com essa idade a trabalhar como operário corticeiro.

### Preso político
Participa nas greves de Julho e Agosto de 1943, e por isso é preso pela Polícia de Vigilância e Defesa do Estado. Levado para a Cadeia do Aljube, ali ficará detido sem julgamento por 45 dias, período em que priva com militante comunista Militão Ribeiro, também preso por razões políticas, que o introduz ao Partido Comunista Português.

### Adesão ao PCP
Américo Leal torna-se militante do PCP a 16 de Agosto de 1944 em Sines, terra à qual regressa uma vez acabado de concluir o serviço militar. Será inserido na organização clandestina do PCP do Alentejo Litoral, sendo-lhe por esta Direção Regional confiadas tarefas de organização das reivindicações operárias na indústria corticeira. É nessa condição que será membro do Comité Nacional da Cortiça, plataforma política que integra corticeiros do Barreiro, Évora, Silves e Sines. No fim de 1945 fará parte da delegação de corticeiros que reivindica junto do Secretário de Estado do Governo do Estado Novo um acordo colectivo de trabalho, definindo regras iguais para todos os trabalhadores da cortiça, que conseguem que seja assinado 1947.

### Forçado à clandestinidade
Será membro da comissão local de Sines do Movimento de Unidade Democrática e será nessa condição perseguido pela Guarda Nacional Republicana em consequência de uma acção de pintura de inscrições políticas ilegais nas paredes de Sines. Ameaçado pelas autoridades, em 1947 é recebido dentro da estrutura secreta e ilegal clandestina do Partido Comunista Português, com a sua companheira Sisaltina Maria dos Santos, com quem se acabara de casar em 1946, e o primeiro filho de ambos, então com quatro meses. Ficarão juntos na clandestinidade nos 27 anos seguintes, funcionários do PCP, com tarefas desempenhadas em todo o território português.

### Membro do Comité Central do PCP
Activo em períodos diferentes no Algarve, no Alentejo, na Estremadura, nas Beiras, no Porto, no Minho e em Trás-os-Montes, em 1952 organiza a greve dos ceifeiros da região de Pias, Vale de Vargo e Vila Nova de São Bento. É convidado a integrar o Comité Central do Partido Comunista Português em 1956, do qual será membro até 1988. Em 1958 é de novo preso, com Sisaltina Santos, sendo encarcerados na Prisão de Caxias com o filho mais novo de ambos.

### Após a Revolução dos Cravos
No dia 25 de Abril de 1974, Américo Leal e Sisaltina Santos encontravam-se no Porto, tendo os dois apenas conseguido regressar a Sines dias após o 1.º de Maio, onde os relatos existentes dão conta de que foram recebidos com aparatoso festejo popular e aclamados como heróis pela população local, conhecedora dos sacrifícios a que se sujeitaram em prol da comunidade. 
Terminada a necessidade de clandestinidade, Américo Leal é eleito membro da Direcção da Organização Regional de Setúbal do PCP e a seu cargo ficará a actividade comunista das concelhias do sul do Distrito de Setúbal. É neste contexto que, no Período Revolucionário Em Curso, assume uma posição de proeminência na acção em prol da Reforma Agrária.

### Deputado
Eleito deputado à Assembleia Constituinte da Terceira República Portuguesa, nesta assumirá o seu papel na defesa da Reforma Agrária. Terminado o processo constituinte, Américo Leal será eleito Deputado à Assembleia da República pelo Distrito de Setúbal, nas listas do PCP, em duas eleições, as Eleições legislativas portuguesas de 1976 que dão origem à I Legislatura, e as Eleições legislativas portuguesas de 1979, que elegerão os deputados da II Legislatura.

### Últimos anos
Torna-se um importante membro da Comissão de Utentes da Linha Ferroviária do Sado, com a qual trabalha na defesa do serviço público de comboio. Nas últimas décadas da sua vida assume um papel dirigente na União de Resistentes Antifascistas Portugueses. Cria o seu núcleo de Setúbal. Junto desta dinamiza numerosas centenas de encontros e sessões de esclarecimento para crianças e jovens sobre a resistência anti-fascista ao Regime do Estado Novo e sobre a Revolução dos Cravos. Quando cumpre 90 e 95 anos de idade, será por esta organização homenageado publicamente.

## Autor
É autor dos livros O rosto da Reforma Agrária, O Vale do Sado no Mundo de dois opostos e Quem somos! - Testemunhos.